# Sabra Johnson
Sabra Elise Johnson (29 de julho, 1987) é uma dançarina de Utah e a vencedora da terceira temporada do reality show da Fox, So You Think You Can Dance.